# JoAnn H. Morgan

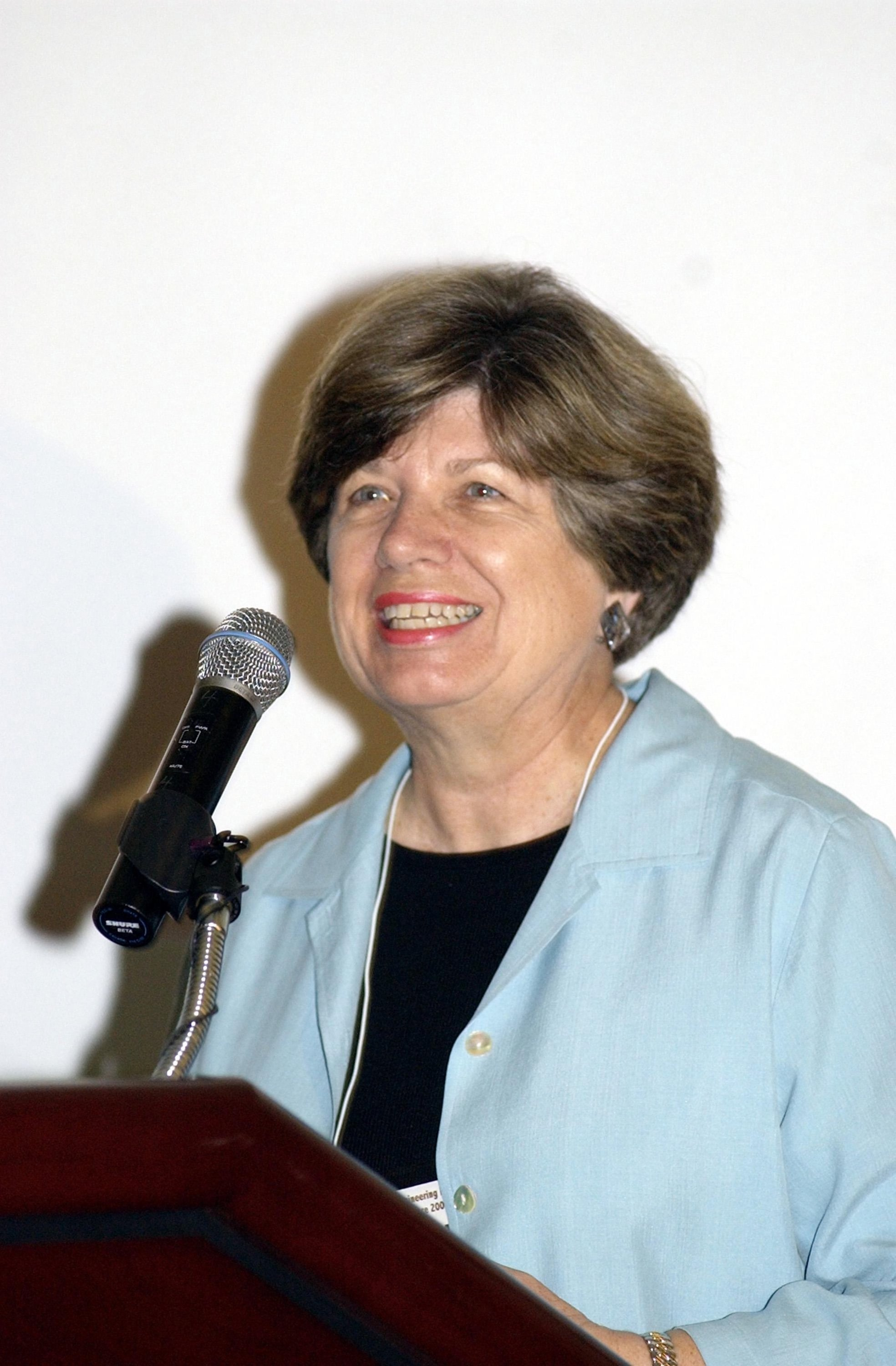
JoAnn Hardin, 2002

JoAnn Hardin Morgan (* 4. Dezember 1940 in Huntsville (Alabama)) ist eine US-amerikanische Raumfahrtingenieurin. Sie war die erste Ingenieurin und die erste Frau in einer leitenden Position am Kennedy Space Center der NASA.
Für ihre Arbeit bei der NASA wurde Morgan 1995 und 1998 von US-Präsident Bill Clinton geehrt. Sie bekleidete über 40 Jahre lang verschiedene Führungspositionen in den bemannten Raumfahrtprogrammen der NASA.

## Kindheit und Studium
JoAnn Hardin war das älteste von vier Kindern von Don und Laverne Hardin. Ihr Vater war während des Zweiten Weltkriegs als Pilot der US-Armee im Redstone Arsenal stationiert. Später zog ihre Familie nach Titusville (Florida), wo ihr Vater in Cape Canaveral als Munitionsverwalter im Raketenprogramm der US-Armee arbeitete. Dort lernte sie ihren zukünftigen Ehemann, Larry Morgan, kennen. Nach ihrem Highschool-Abschluss im Juni 1958 trat sie als zivile technische Hilfskraft in die Army Ballistic Missile Agency in Cape Canaveral ein. Im Herbst 1958 schrieb sich Hardin an der University of Florida in Gainesville ein, wo sie Mathematik studierte. In den Sommerferien arbeitete sie weiterhin in Cape Canaveral unter Mentoren wie Wernher von Braun. Bei ihrer Arbeit als technische Assistentin sammelte Hardin praktische Erfahrungen bei der Entwicklung von Computersystemen für den Raketenstart für die ersten NASA-Flugprogramme. 1963 erwarb sie einen Bachelor in Mathematik an der Jacksonville State University in Alabama.

## Kennedy Space Center

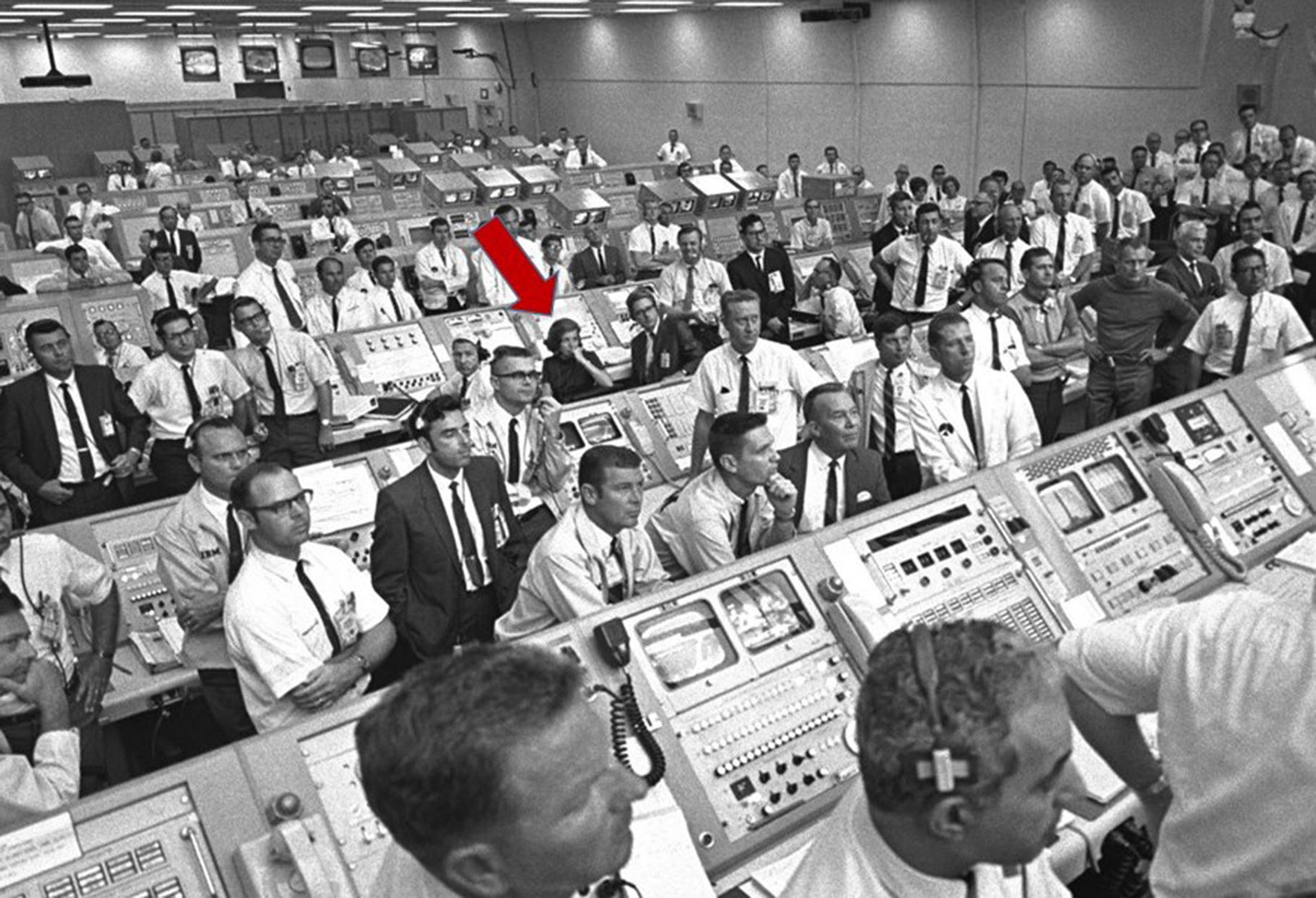
JoAnn Morgan im Abschussraum beim Start von Apollo 11

1963 nahm Morgan eine Vollzeitbeschäftigung als Raumfahrtingenieurin im Kennedy Space Center (KSC) auf. Sie war die einzige Ingenieurin im Abschussraum beim Start von Apollo 11 am 16. Juli 1969.

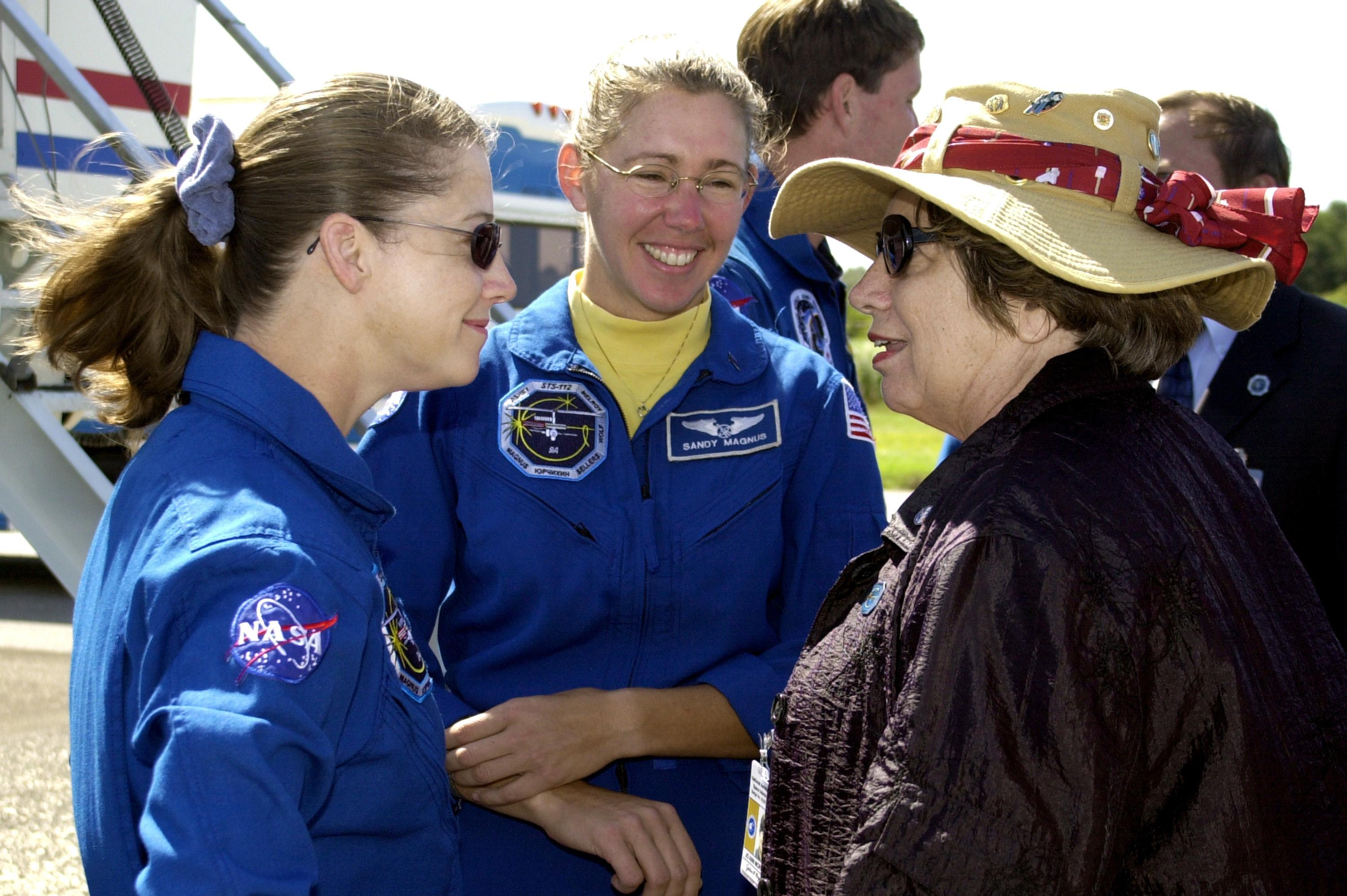
JoAnn Morgan (rechts) mit STS-112 Pilotin Pamela Melroy (links) und Missionsspezialistin Sandra Magnus (Mitte) nach der Landung des Space Shuttle Atlantis

Morgan wurde für ein Sloan-Stipendium ausgewählt, das sie auf eine Führungsposition im Raumfahrtzentrum vorbereiten sollte. Sie schrieb sich an der Stanford University ein und erwarb 1977 einen Master of Science. Zwei Jahre später wurde sie zur Leiterin der Abteilung für Computerdienste befördert. Während ihrer letzten Jahre im Raumfahrtzentrum war Morgan Leiterin der Abteilung für Außenbeziehungen und Geschäftsentwicklung, mit Ausnahme eines kurzen Einsatzes im Jahr 2002, als sie für einige Monate zur stellvertretenden Direktorin des KSC ernannt wurde. Morgan ging im August 2003 mit fünfundvierzig Dienstjahren bei der NASA in den Ruhestand.

## Preise und Auszeichnungen
Morgan wurde 1995 und 1998 von US-Präsident Bill Clinton als Meritorious Executive geehrt.
Morgan hat während ihrer Karriere in den US-Raumfahrtprogrammen zahlreiche Ehrungen und Auszeichnungen erhalten.
- 1973, 1981, 1988, 1989: NASA Exceptional Service Medal[5]
- 1991 und 2001: NASA Outstanding Leadership Medal[5]
- 1994: Upward Mobility Award der Society of Women Engineer[6]
- 1994: J. Tal Webb Award der American Society of Mechanical Engineers
- 1995: Aufnahme in die Florida Women’s Hall of Fame[7][8]
- 1996: Distinguished Service Award der National Space Grant Foundation[9]
- 1998: Achievement Award for Management Leadership des 34th Annual Space Congress
- 1998: Debus Award des National Space Club[10]
- 1998: Presidential Distinguished Rank Award
- 2001 und 2003: Treuhänderin der Florida State University[11]

Morgan ist Mitglied der AIAA, des National Space Club und von Tau Beta Pi.